# Kup Hrvatske u odbojci za muškarce 2021./22.
Kup Hrvatske u odbojci za muškarce za sezonu 2021./22. je osvojila "Mladost" iz Zagreba.

## Rezultati

### Osmina završnice
| par | datum              | mjesto odigravanja                          | par                                                 | rez. | setovi                     | napomene | izvještaj |
| --- | ------------------ | ------------------------------------------- | --------------------------------------------------- | ---- | -------------------------- | -------- | --------- |
| 1   | 20. studenog 2021. | Velika Gorica, GSD Velika Gorica            | Gorica (Velika Gorica) - Mladost Zagreb             | 0:3  | 12:25, 13:25, 16:25        |          |           |
| 2   | 19. studenog 2021. | Sisak, SD Brezovica                         | Sisak - Mursa-Osijek                                | 0:3  | 17:25, 7:25, 17:25         |          |           |
| 3   | 20. studenog 2021. | Zadar, ŠD Krešimir Čosić                    | Zadar - Split                                       | 1:3  | 22:25, 16:25, 25:20, 14:25 |          |           |
| 4   | 26. studenog 2021. | Daruvar, GSD Daruvar                        | Daruvar - Ribola Kaštela (Kaštel Lukšić)            | 0:3  | 9:25, 17:25, 16:25         |          |           |
| 5   | 20. studenog 2021. | Osijek, NŠD Gradski vrt                     | Željezničar Osijek - Centrometal (Črečan - Macinec) | 0:3  | 23:25, 8:25, 12:25         |          |           |
| 6   | 20. studenog 2021. | Rovinj, SD Gimnasium                        | Rovinj - Kitro Varaždin                             | 0:3  | 17:25, 13:25, 20:25        |          |           |
| 7   | 20. studenog 2021. | Bibinje, dvorana OŠ Stjepana Radića Bibinje | Bibinje - Rijeka                                    | 0:3  | 9:25, 13:25, 17:25         |          |           |
| 8   | 20. studenog 2021. | Rijeka, Dvorana Mladosti                    | Mlaka Rijeka - Marsonia Slavonski Brod              | 0:3  | 11:25, 19:25, 23:25        |          |           |

### Četvrtzavršnica
| par | datum              | mjesto odigravanja                      | par                                                             | rez.     | setovi                     | napomene                        | izvještaj |
| --- | ------------------ | --------------------------------------- | --------------------------------------------------------------- | -------- | -------------------------- | ------------------------------- | --------- |
| 9   | 14. prosinca 2021. | Rijeka, Dvorana Mladosti                | Rijeka - Mladost Zagreb                                         | 0:3      | 11:25, 21:25 19:25         |                                 |           |
| 10  | 15. prosinca 2021. | Slavonski Brod, SD Vijuš                | Marsonia Slavonski Brod - Mursa-Osijek                          | 0:3      | 17:25, 9:25, 12:25         |                                 |           |
| 11  | 13. siječnja 2022. | Varaždin, GSD Varaždin (Arena Varaždin) | Kitro Varaždin - Split                                          | 3:0 p.f. | 25:0, 25:0, 25:0           | Kitro Varaždin prošao bez borbe |           |
| 12  | 8. prosinca 2021.  | Nedelišće, NCG Aton                     | Centrometal (Črečan - Macinec) - Ribola Kaštela (Kaštel Lukšić) | 1:3      | 23:25, 25:18, 22:25, 19:25 |                                 |           |

### Poluzavršnica
| par | datum            | mjesto odigravanja                  | par                                           | rez. | setovi              | napomene | izvještaj |
| --- | ---------------- | ----------------------------------- | --------------------------------------------- | ---- | ------------------- | -------- | --------- |
| 13  | 9. veljače 2022. | Osijek, NŠD Gradski vrt             | Mursa-Osijek - Ribola Kaštela (Kaštel Lukšić) | 3:0  | 25:20, 25:23, 25:20 |          |           |
| 14  | 9. veljače 2022. | Zagreb, Dom odbojke - Bojan Stranić | Mladost Zagreb - Kitro Varaždin               | 3:0  | 25:10, 25:19, 25:13 |          |           |

### Završnica
| par | datum            | mjesto odigravanja      | klub1        | klub2          | rez. | setovi                     | napomene                 | izvještaj |
| --- | ---------------- | ----------------------- | ------------ | -------------- | ---- | -------------------------- | ------------------------ | --------- |
| 15  | 10. ožujka 2022. | Osijek, NŠD Gradski vrt | Mursa-Osijek | Mladost Zagreb | 1:3  | 12:25, 19:25, 25:16, 31:33 | "Mladost" pobjednik kupa |           |

## Vanjske poveznice
- natjecanja.hos-cvf.hr, Hrvatska odbojkaška natjecanja
- hos-cvf.hr, Hrvatski odbojkaški savez
- odbojka.hr  Arhivirana inačica izvorne stranice od 21. srpnja 2019. (Wayback Machine)
- crovolleyball.com  Arhivirana inačica izvorne stranice od 3. lipnja 2021. (Wayback Machine)